# Berto Pelosso
Roberto Pelosso, secondo altre fonti Umberto Pelosso,  ma generalmente accreditato come Berto Pelosso (Roma, 1934 – Roma, 5 aprile 2019) è stato uno sceneggiatore e regista italiano.

## Biografia
Dopo la gavetta come assistente alla regia di Michelangelo Antonioni (La notte, 1961), Elio Petri (La decima vittima, 1965), Nanni Loy e  Francesco Maselli, realizza alcuni documentari industriali per l'Eni  e scrive Oceano (1971) per la regia Folco Quilici. Qualche anno dopo collabora con Petri alla sceneggiatura di Todo modo (1976).
Collabora anche a opere televisive del regista Michele Massa, e poi col regista Antonio Bido. Continua a lavorare per Petri come aiuto regista e nel 1989 dirige il suo unico lungometraggio narrativo, Non più di uno. Collabora anche con Giulio Questi, Gianfranco Mingozzi ed è autore televisivo per la Rai (Producer - Il grande gioco del cinema).
Nel 2005 è fra gli intervistati del documentario Elio Petri - Appunti su un autore, e nel 2007 è produttore esecutivo del documentario di Franco Brogi Taviani Forse Dio è malato.

## Filmografia

### Sceneggiatore
- Violenza segreta, regia di Giorgio Moser (1963)
- La vita provvisoria, regia di Vincenzo Gamma e Enzo Battaglia (1963)
- Note su una minoranza, regia di  Gianfranco Mingozzi - documentario (1964)
- Oceano, regia di Folco Quilici - documentario (1971)
- Todo modo, regia di Elio Petri (1976)
- Il caso Graziosi, regia di Michele Massa - film TV (1981)
- Bebawi - Il delitto di via Lazio, regia di Michele Massa - film TV (1983)
- Mak π 100, regia di Antonio Bido (1988)
- Tu crois pas si bien dire, regia di Giovanni Fago, episodio di Série noire - serie TV (1990)
- Non più di uno, regia di Berto Pelosso (1990)
- Angeli a Sud, regia di Massimo Scaglione (1992)

### Regista

#### Documentari
- Questo è l'Eni (1970)
- Sealine a Nowrouz (1971)
- Un castoro marca Saipem (1971)
- Hassi R'Mel Skida, Algeria, co-regia con Claudio Savonuzzi (1973)
- Manfredonia - N come azoto (1974)
- Gasdotto Olanda-Italia (1975)
- Gasdotto URSS-Italia (1975)

#### Cinema
- Non più di uno (1990)